# Jaskafalva
Jaskafalva (1898-ig Kolos-Jeskófalu, szlovákul Ješkova Ves) község Szlovákiában, a Trencséni kerületben, a Simonyi járásban.

## Fekvése
Simonytól 12 km-re délre fekszik.

## Története
A település a 12. században keletkezett nemesi faluként. A 13. században "Jeskófalu" néven említik először. A Bossányi családé volt, majd 1430-tól a kolosi apátsági uradalomhoz tartozott. 1553-ban 4 portája adózott. 1755-ben 311-en lakták. 1828-ban 44 házában 314 lakos élt. Lakói földművelők, fuvarosok voltak.
Vályi András szerint "Jeszkófalva (Kolos-), tót f., Nyitra vmegyében, Koloshoz 1/2 órányira: 301 kath., 13 zsidó lak. F. u. a religyioi kincstár. Ut. p. Nyitra."
Fényes Elek szerint "Jeszkofalva, (Jeszko Veisza), tót falu, Nyitra vmegyében, Divék fil., 128 kath. lak. F. u. b. Splényi, Rudnay, Divéki örökösök. Ut. p. Privigye."
A trianoni békeszerződésig Nyitra vármegye Nyitrazsámbokréti járásához tartozott. 1964-ben Apátkoloshoz csatolták, ma újra önálló község.

## Népessége
| Év:            | 1994. | 2004.   | 2014.   | 2024.   |
| -------------- | ----- | ------- | ------- | ------- |
| Emberek száma: | 539   | 504     | 505     | 494     |
| Eltérés:       |       | -6,49 % | +0,19 % | -2,17 % |

| Év:            | 2023. | 2024.   |
| -------------- | ----- | ------- |
| Emberek száma: | 498   | 494     |
| Eltérés:       |       | -0,80 % |

1910-ben 480, túlnyomórészt szlovák lakosa volt.
2001-ben 514 lakosából 512 szlovák volt.
2011-ben 514 lakosából 509 szlovák.

## Külső hivatkozások
- Községinfó
- Jaskafalva Szlovákia térképén
- E-obce.sk Archiválva 2008. december 7-i dátummal a Wayback Machine-ben